# Cannabis-Hyperemesis-Syndrom
Das Cannabis-Hyperemesis-Syndrom oder Cannabinoid-Hyperemesis-Syndrom ist unter Umständen eine Erkrankung, die als paradoxe Reaktion auf Cannabis durch jahrelangen hohen Cannabiskonsum auftreten könnte. Ob dies aber tatsächlich so ist, ist umstritten, nicht zuletzt aufgrund der sehr geringen Fallzahlen, mangelnden Diagnosekriterien sowie die nicht einzuschätzende Ehrlichkeit bezüglich eines möglichen Cannabiskonsums durch die Patienten.

## Symptome
Typischerweise besteht ein mehrjähriger, täglicher Cannabiskonsum, bevor Übelkeit und Erbrechen einsetzen. Das Erbrechen wird als zyklisch beschrieben. Alle paar Wochen oder Monate kommt es zu häufigeren, insbesondere morgendlichen, starken Erbrechen, was wenige Tage anhalte. Seltener ist das Erbrechen nach dem Essen. Begleitend treten Bauchschmerzen, Schwitzen, leichte Änderungen der Körpertemperatur und Gewichtsverlust auf. Es trifft typischerweise junge Patienten. Jedoch sind die Symptome praktisch identisch zu denen des viel häufiger vorkommenden Syndroms des zyklischen Erbrechens.
In der australischen Erstbeschreibung von 2004 wird erwähnt, dass neun von zehn Patienten sich während der Phasen des Erbrechens sehr häufig heiß badeten und wuschen, was zu einer Besserung der Symptome führen würde. Dieses Verhalten fiel während der stationären Behandlung auf. Die Patienten seien sogar nachts aufgewacht, um sich zu waschen. Auch in einer weiteren Fallsammlung mit 98 Patienten wird bei etwas mehr der Hälfte berichtet, dass sie sich heiß duschen oder baden würden, um das Erbrechen zu lindern.

## Pathomechanismus
Der Pathomechanismus ist nicht geklärt. Merkwürdigerweise hat Cannabis eher antiemetische Eigenschaften und wird selten gegen Übelkeit und Erbrechen nach einer Chemotherapie eingesetzt. Die Pathophysiologie müsste also erklären, warum Cannabis antiemetisch und zyklisch emetisch wirkt. Vermutet werden Änderungen in der Hypopthalamus-Hypophysen-Nebennierenrinde-Achse. Das heiße Duschen ist ein häufig genanntes Argument für die Beteiligung dieser Hormon-Achse. Jedoch handelt es sich hierbei nur um Spekulationen. Ein Tiermodell für das Cannabis-Hyperemesis-Syndrom ist nicht etabliert und entsprechende Studien an Menschen liegen ebenfalls nicht vor.

## Therapie

### Symptomatisch
In der hyperemetischen Phase werden Antiemetika gegeben sowie auf eine ausreichende Flüssigkeitszufuhr – allenfalls mit Infusionen – geachtet. Antiemetika sollen schlechter als üblich wirken. 2021 wurde eine randomisierte kontrollierte Studie veröffentlicht, die eine Überlegenheit von Haloperidol zeigte, jedoch bestanden ebenfalls erhebliche Bedenken über die Durchführung. Beispielsweise sind viele Patienten nicht in die Studie eingeschlossen worden oder haben die Studie vorzeitig beendet.

### Kausal
Sollte das Cannabinoid-Hyperemesis-Syndrom tatsächlich durch Cannabiskonsum hervorgerufen werden, liegt die Empfehlung nahe, durch den völligen Verzicht auf Cannabis die Wahrscheinlichkeit eines Wiederauftretens des Syndroms zu mindern.

## Kontroverse über Existenz des Syndroms
Es ist unklar, ob das Cannabis-Hyperemesis-Syndrom eine eigenständige Erkrankung ist oder die Patienten missdiagnostiziert sind und eigentlich an einem Syndrom des zyklischen Erbrechens mit begleitend erhöhten Cannabiskonsum leiden. Eine Unterscheidung wäre angebracht, wenn sich die betroffenen Patienten stark unterscheiden, die Symptome sich deutlich voneinander abheben, der Verlauf anders ist, eine eindeutige Pathophysiologie beschrieben wäre oder spezifische Therapien für je ein Syndrom bestehen würden.
In den anerkannten Rome-IV-Kriterien von 2016 wird das Cannabis-Hyperemsis-Syndrom unter den funktionellen gastrointestinalen Syndromen geführt, zu dem auch das Reizdarmsyndrom gehört. Das Syndrom sei nicht ausreichend charakterisiert und akzeptiert, um als eigene Erkrankung eingestuft zu werden. Gleichzeitig wurden damit Diagnosekriterien definiert, die unter anderem fordern, dass die Symptome nach Cannabisabstinenz verschwinden.
Die Fallbeschreibungen und Daten zu Cannabis-Hyperemesis-Syndrom sind heterogen. Die unterschiedlichen Autoren haben unterschiedliche Einschlusskriterien und unterschiedliche diagnostische Herangehensweisen. Die Patienten werden selten nachverfolgt. Letztlich ist damit unklar, ob Cannabis kausal ist, eine simple Assoziation zum Syndrom des zyklischen Erbrechens oder ein Trigger für eine genetische Disposition. Beispielsweise konnte gezeigt werden, dass Patienten mit einem Syndrom des zyklischen Erbrechens zur Eigentherapie Cannabis aufgrund seiner antiemetischen Eigenschaften verwenden. In dieser Studie erfüllte letztlich nur einer von 140 Patienten, die oben genannten Rome-IV-Kriterien.
Das teilweise als beweisend beschriebene heiße Baden und Duschen bei chronischen Cannabiskonsum und zyklischen Erbrechen tritt auch beim allgemeinen Syndrom des zyklischen Erbrechens auf und ist allenfalls durch Cannabiskonsum etwas verstärkt.
Es wäre zu erwarten, dass bei zunehmenden Cannabiskonsum, z. B. im Rahmen einer Legalisierung, sich mehr Patienten mit Cannabis-Hyperemesis-Syndrom präsentieren. Das wäre ein Argument für die Existenz des Syndroms. Um diese Frage zu beantworten, sind epidemiologische Studien erfolgt, die sich die Häufigkeit nach Legalisierung von Cannabis anschauen. Tatsächlich hat die Zahl zyklischen Erbrechens nach Legalisierung in den untersuchten Gegenden in Ontario und Colorado zugenommen, was für die Existenz eines Cannabis-Hyperemesis-Syndroms spräche. Die Fallzahlerhöhung kann auf einen Verfügbarkeitsfehler zurückgeführt werden und Ärzte nach der Legalisierung häufiger nach zyklischem Erbrechen fragten.
Ein weiteres Argument gegen die Existenz als eigenständiges Syndrom ist der Jahrhunderte alte Gebrauch von Cannabis. Es wäre zu erwarten, dass bereits früher ein Cannabis-Hyperemesis-Syndrom beschrieben worden wäre. Befürworter äußern, dass sich die Zusammensetzung von THC und CBD in Cannabis verändert haben und deswegen erste Beschreibungen erst nach 2000 erfolgten.